# 丿乀
（へつほつ、へつふつ）
| ウィキペディアには「丿乀」という見出しの百科事典記事はありません（タイトルに「丿乀」を含むページの一覧/「丿乀」で始まるページの一覧）。 代わりにウィクショナリーのページ「丿乀」が役に立つかもしれません。 |